# Booth Line
Die britische Reederei Booth Line existierte von 1866 bis 1975.

## Geschichte
Die Reederei geht auf die seit 1866 als Alfred Booth & Company operierende Reederei zurück. Unter diesem Namen betrieb Alfred Booth Liniendienste von Nordbrasilien und dem Amazonas nach Europa. Ab 1881 firmierte das Unternehmen unter dem Namen Booth Steamship Company. Zwanzig Jahre darauf, 1901, schloss sich Booth mit Singlehurst's Red Cross Line und arbeitet als Booth Steamship Co. (1901), Ltd. weiter. Zur selben Zeit fasste man die Schleppschifffahrt und den Leichterbetrieb auf dem Amazonas unter dem Namen Booth & Co. zusammen, die auch weitere kleinere Einheiten der Reederei aufnahm. Der damalige Präsident der Booth Line, Paul Crompton, kam 1915 bei der Versenkung der Lusitania ums Leben. Weitere zehn Jahre darauf übernahm Booth die Iquitos Steamship Company mit der dazugehörigen Flotte. Nach dem Zweiten Weltkrieg übernahm die Vestey Group, deren bekannteste Tochtergesellschaft die Blue Star Line war, die Booth Line. Von 1946 bis 1975 blieb Booth als eigenständige Reederei mit ihren Schiffen in Südamerika präsent, danach fasste Blue Star Ship Management alle Schiffe der Gruppe in einem gemeinsamen Pool zusammen und Booth hörte auf als eigenständige Reederei zu bestehen. Schiffe unter den Farben Booth’s wurden jedoch noch bis 1992 eingesetzt.